# Christiane F.
Christiane Felscherinow, née le 20 mai 1962 à Hambourg, est une allemande connue par le public à la fin des années 1970 sous le pseudonyme de Christiane F., par le livre Moi, Christiane F., 13 ans, droguée, prostituée… et par le film du même nom sorti en 1981 qui racontent l'un et l'autre son enfance puis son adolescence, dans la drogue et la prostitution.

## Biographie

### Enfance
Christiane grandit dans une famille où elle ne connaît que manque d'affection et violence, battue régulièrement par son père, devenu alcoolique. Cette situation et le caractère soumis de sa mère marquent la vie quotidienne de la petite fille.

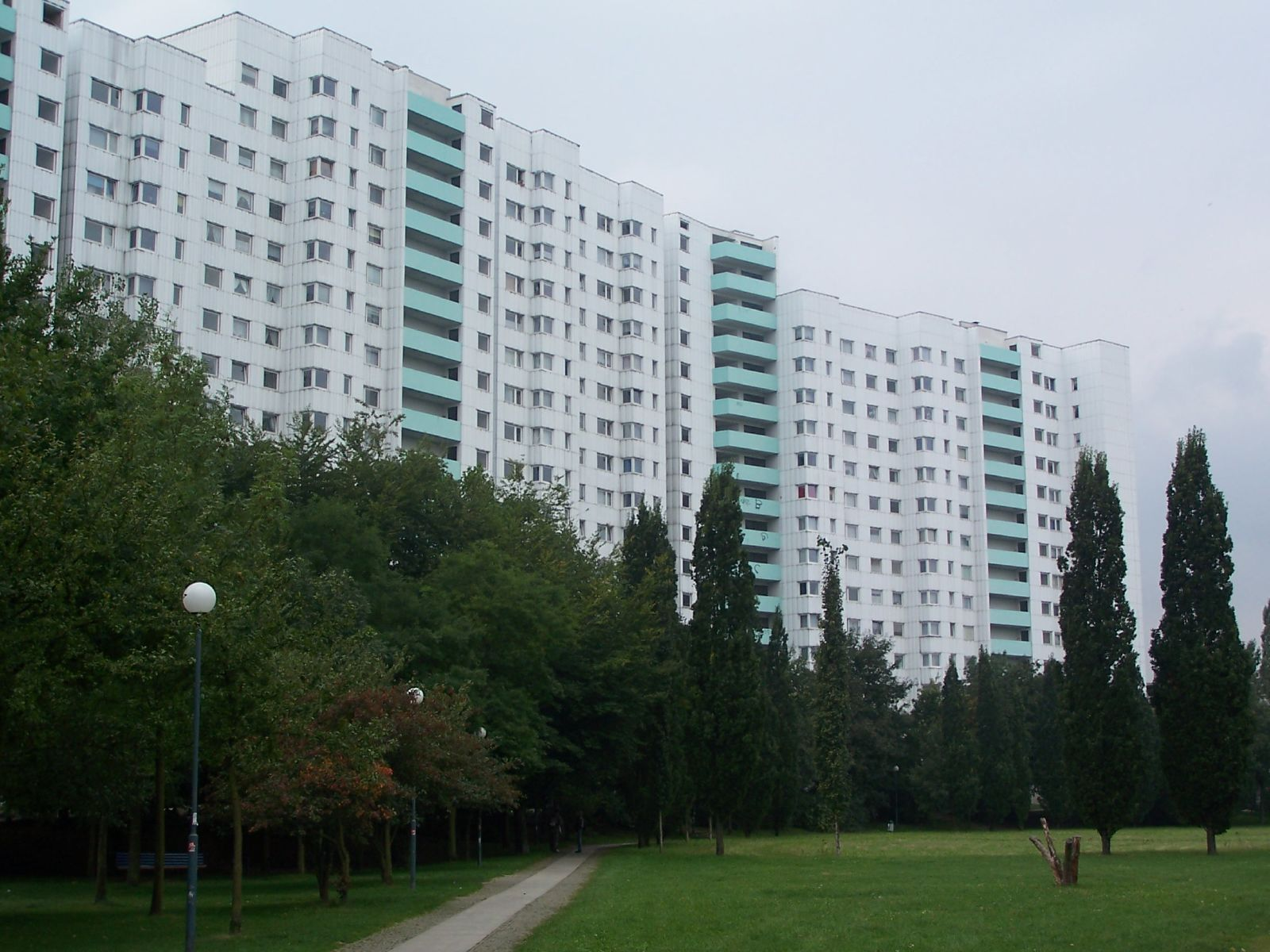
Immeubles du quartier Gropiusstadt.

Lorsqu'elle a six ans, toute la famille quitte la campagne de Nützen pour Berlin-Ouest où ils emménagent à Gropiusstadt, un quartier de banlieue au sud de la ville. Son père est alcoolique et violent et sa mère finit par le quitter.

### La révolte adolescente et l'errance
Sa mère emménage avec son nouveau compagnon, dans le quartier de Rudow, avec ses deux filles, dont la plus jeune rejoint bientôt son père. Les relations de Christiane avec le nouveau compagnon de sa mère — Klaus, lui aussi buveur — devenant tendues, la jeune fille se révolte. Entraînée par son amie Kessi, adepte de l'école buissonnière, elle se met à fréquenter la « Maison du milieu », un centre pour la jeunesse lié à l'Église protestante, où les jeunes garçons lui font découvrir la drogue. À l'âge de douze ans, elle a déjà expérimenté différents types de drogues, comme le haschich, des cachets de différentes sortes (Valium, Mandrax, éphédrine, captagon) et du LSD. En 1976, elle fait la connaissance de Detlev, jeune héroïnomane de 16 ans qui l'initie à cette nouvelle drogue qu'elle commence par sniffer.

### La drogue et la prostitution

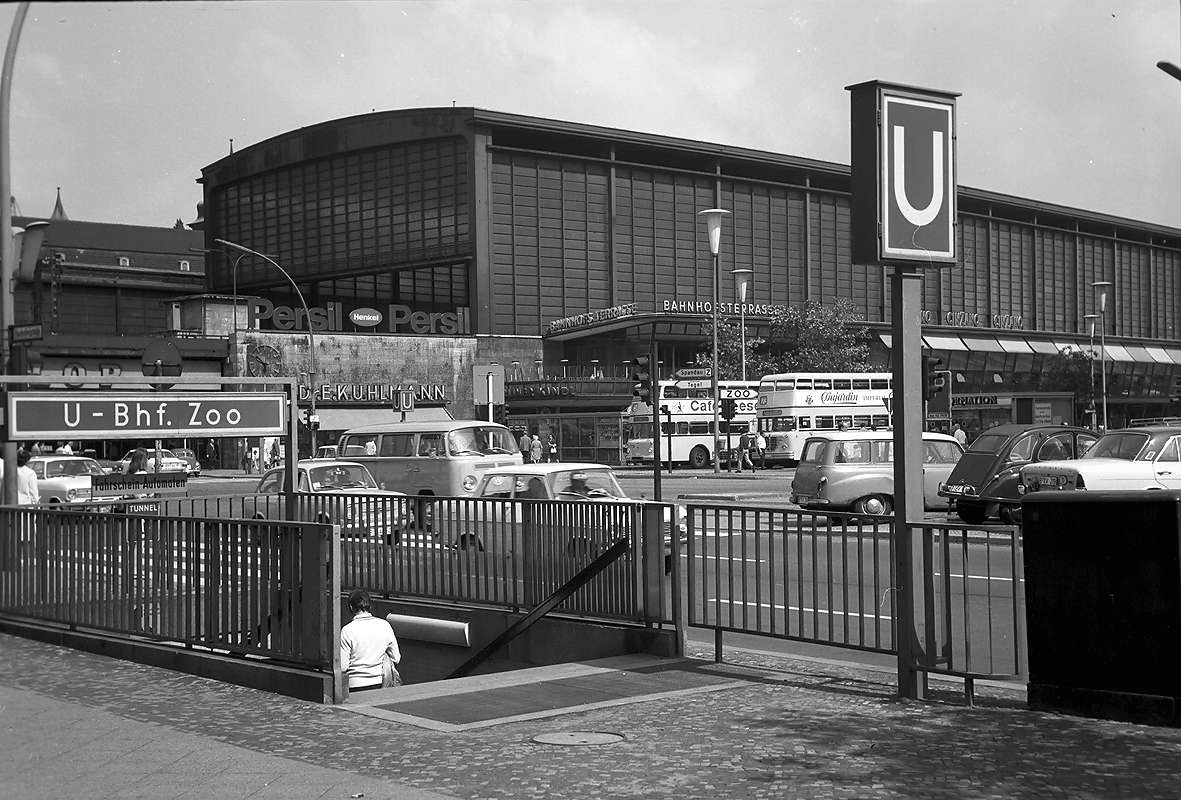
La gare de Berlin Zoologischer Garten, Berlin-ouest, en 1970

À quatorze ans, comme son compagnon Detlev et ses copines Babsi et Stella, après la sortie de l'école, Christiane fait la manche puis se prostitue aux abords de la gare de Berlin Zoologischer Garten pour gagner de quoi payer ses doses d'héroïne. D'abord stimulée par ce produit, elle rapporte de bonnes notes de l'école, mais se met ensuite à se l'injecter, ce qui aggrave sa dépendance.
En avril 1976, elle avoue à sa mère sa double vie de droguée et prostituée. Sa mère essaye sans succès de lui faire retrouver une vie saine, faisant appel à des services sociaux et des centres anti-drogue qui ne peuvent pas la prendre en charge parce qu'elle est trop jeune. En mai 1977, sa mère parvient à la faire admettre dans une clinique très chère de la Scientologie, le centre Narconon à Berlin, d'où la jeune fille s'enfuit.
Envoyée chez sa grand-mère à la campagne, loin de toute tentation, Christiane finit par se sevrer une première fois.

### La reconnaissance publique
En 1978, à l'âge de seize ans, Christiane Felscherinow témoigne devant un tribunal dans une affaire de pédophilie dans laquelle, entre autres, l'accusé payait des prostituées mineures — dont Christiane — avec de l'héroïne. Deux journalistes (Horst Rieck et Kai Hermann) du journal allemand Stern la remarquent. Elle qui a rempli des cahiers entiers de journaux intimes accepte de s'entretenir avec eux pendant deux heures. Au cours de cette conversation, ils parlent essentiellement de drogue. Les deux heures deviennent ensuite deux mois et leurs échanges sont publiés dans le livre Wir Kinder vom Bahnhof Zoo (Nous les enfants de la gare du Zoo), sorti en Allemagne en 1979, après avoir été publié en partie sous forme de reportages dans Stern en 1978. L'ouvrage rencontre un succès considérable en Allemagne (plus de 5 millions d'exemplaires vendus) puis dans le monde.
Il est traduit en français en 1981 sous le titre Moi, Christiane F., 13 ans, droguée, prostituée…. Grâce à cette œuvre autobiographique, c'est le quotidien très difficile des jeunes drogués de Berlin, considéré du point de vue d'une toxicomane, qui est porté à la connaissance d'un public étonnamment intéressé par le sujet.
Le livre est adapté à l'écran en 1981, avec Natja Brunckhorst dans le rôle de Christiane et est également un énorme succès. Le film inclut des extraits d'un concert de David Bowie, qui habitait alors Berlin, spécialement mis en scène pour respecter le récit de Christiane selon lequel c'est après un concert de Bowie qu'elle s'est fait faire son premier shoot d'héroïne.

### Après le succès: vie d'artiste et rechutes
Le livre et le film lui permettent de vivre relativement confortablement — en 2013, elle percevait une rente mensuelle de 2 000 € issue des droits. Après le succès du film, elle tente une carrière dans la musique et le cinéma.
Elle vit d'abord en communauté avec des musiciens, dans un quartier underground de Berlin. Elle tombe amoureuse d'Alexander Hacke, guitariste du groupe Einstürzende Neubauten, qu'elle suit en tournée. Ensemble, ils créent le groupe Sentimentale Jugend (« jeunesse sentimentale ») et se produisent au Festival Genialer Dilletanten.
Cette même année 1983, à 21 ans, elle recommence à se piquer. Elle est finalement arrêtée et passe dix mois en détention pour possession de drogue. Elle est libérée en 1986. Elle a alors 25 ans et part pour une île en Grèce, où elle vit en couple pendant six ans avec un compagnon grec, Panagiottis, avec qui elle se drogue à nouveau.
En 1996, elle a un fils, Phillip. Après ses années plutôt agitées passées aux États-Unis et en Grèce, Christiane Felscherinow s'installe dans le quartier berlinois de Neukölln, où elle travaille en tant que relieuse.
En 2008, elle perd la garde de son fils à cause de la drogue.
En 2013, elle publie une deuxième autobiographie, Mein Zweites Leben (Ma deuxième vie) — dont le titre est traduit en français par Moi, Christiane F., la vie malgré tout. —, écrite en trois ans en collaboration avec la journaliste allemande Sonia Vukovic,. Cela fait alors 20 ans qu'elle est sous méthadone, comme 75 000 autres toxicomanes allemands, quand elle ne se drogue pas à nouveau. Son hépatite C, maladie fréquemment contractée par les toxicomanes injecteurs, est devenue chronique et elle souffre d'une cirrhose du foie, d'autant que l'alcool s'est ajouté au fil des ans à ses addictions.

## Documentaire
- 2023 : Une génération perdue | Moi, Christiane F, 13 ans, droguée, prostituée... de Claire Laborey.